# Gare de La Madeleine (Nord)
Gare de La Madeleine vasútállomás Franciaországban, a Lille-el egybeépült La Madeleine településen.

## Vasútvonalak
Az állomást az alábbi vasútvonalak érintik:
- Lille–Fontinettes-vasútvonal
- La Madeleine-Comines-France-vasútvonal

## Kapcsolódó állomások
A vasútállomáshoz az alábbi állomások vannak a legközelebb:
- Gare de Lille-Flandres
- Gare de Marquette
- Gare de Saint-André